# Pristimantis rhodoplichus

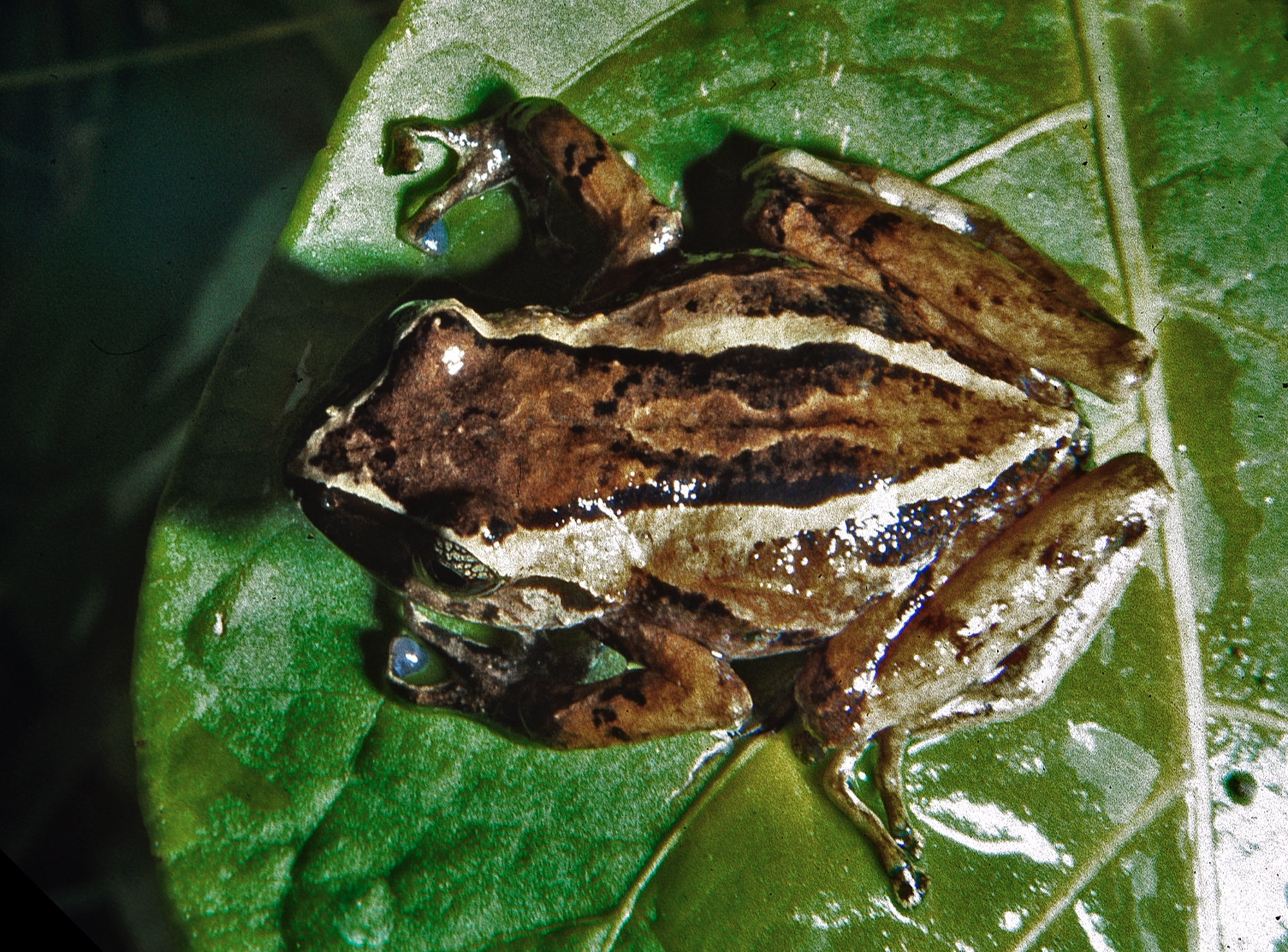

Pristimantis rhodoplichus är en groddjursart som först beskrevs av William Edward Duellman och Hiram Wild 1993.  Pristimantis rhodoplichus ingår i släktet Pristimantis och familjen Strabomantidae. IUCN kategoriserar arten globalt som starkt hotad. Inga underarter finns listade i Catalogue of Life.